# Ulica Bugaj w Warszawie
Ulica Bugaj – ulica warszawskiego Starego Miasta, biegnąca obecnie od ogrodów Zamku Królewskiego na północ do ulic Mostowej i Boleść.

## Historia
Droga powstała jako fragment osady rybackiej opisywanej jako Piscatoria, znanej już w okresie średniowiecza i wzmiankowanej w XVI wieku, której lokalizacja pokrywa się mniej więcej z przebiegiem obecnej ul. Rybaki. Jako ulica została wytyczona na początku XVII wieku, a nazwa nadana została oficjalnie w roku 1770. Nazwa pochodzi od określenia topograficznego bugaj (teren podmokły, niski brzeg rzeki zalewany przez wodę).
Pierwotnie ulica zaczynała się już na północnym krańcu Mariensztatu, w miejscu obecnej ulicy Grodzkiej i wiaduktu prowadzącego na most Śląsko-Dąbrowski. Po oczyszczeniu z zabudowy i wygrodzeniu obszaru Ogrodów Zamkowych z zamiarem ich odtworzenia, odcinek przebiegający u stóp Zamku Królewskiego i przed Arkadami Kubickiego przestał być oficjalnie do ulicy Bugaj zaliczany.

## Zabudowa
Pierwsza zabudowa leżącej ówcześnie tuż przy wiślanym brzegu ulicy pojawiła się pod koniec średniowiecza; były to spichlerze i domy mieszkalne. Parzysta strona ulicy została zabudowana dopiero po cofnięciu się koryta Wisły, pod koniec XVIII wieku; pierwszymi obiektami były wielka, murowana dwupiętrowa kamienica oraz drewniany budynek Komory Wodnej. W tym okresie kilka parcel przy ulicy posiadał przy Bugaj hetman wielki litewski Michał Kazimierz Ogiński, inne należały do zamożnych mieszczan.
W okresie XIX stulecia przy ulicy wybudowano domy mieszkalne. Kilka z nich powstało z przebudowy dawnych spichlerzy, które po odsunięciu się w XVIII na wschód koryta Wisły nie mogły dalej pełnić swych gospodarczych funkcji.
Największa inwestycja przy ulicy powstała w roku 1923. Był to ogromny zespół domów Pocztowej Kasy Oszczędności, wystawionych na Gnojnej Górze, dawnym wysypisku śmieci Starej Warszawy. Zaprojektowany przez Mariana Lalewicza zespół budynków otaczał Gnojną Górę z trzech stron, zaś do głównego wejścia prowadziły schody wytyczone na osi ulicy Piotra Antoniego Steinkellera.
Przed II wojną światową przy ulicy wybudowano też zachowane do dziś koszary Oddziału Zamkowego Prezydenta RP (Służby Zamkowej), które zastąpiły pochodzące z roku 1865 baraki niegdyś mieszczące jednostkę Kozaków Kubańskich. Autorem projektu architektonicznego prawdopodobnie był Adolf Szyszko-Bohusz. W tym okresie powstał też usadowiony prostopadle do ulicy modernistyczny dom pod numerem 14. Przed 1938 pod nr 10 wzniesiono nowoczesne Przedszkole im. Michaliny Mościckiej, zaprojektowane przez Jana Łukasika.
Walki powstańcze w roku 1944 doprowadziły do zniszczenia niemal całej zabudowy. Po wojnie wyremontowano jedynie koszary Służby Zamkowej oraz kamienicę pod numerem 14. Przetrwał też pozbawiony częściowo dekoracji dom Komory Wodnej z roku 1850. Ruiny pozostałych zabudowań, w tym zasłaniających panoramę Starego Miasta gmachów Pocztowej Kasy Oszczędności, zostały rozebrane.